# Miami Marlins
Miami Marlins er et amerikansk baseballhold fra Miami, Florida, der spiller i Major League Baseball. Marlins hører hjemme i Eastern Division i National League, og spiller deres hjemmekampe på LoanDepot Stadium.
Marlins blev stiftet i 1993 som et udvidelseshold i ligaen, og er dermed et af MLB's yngste hold. På trods af den lave alder har holdet allerede to gange, i 1997 og 2003 vundet MLB-finalen World Series. I 1997 besejrede man Cleveland Indians i finaleserien, og i 2003 New York Yankees. Begge gange var Marlins hos bookmakerne tippet som klare underdogs.